# Werner Schaaphok
Werner Schaaphok ([ˈʋɛrnər ˈsxaːpɦɔk]; Berlino, 22 dicembre 1941) è un ex calciatore olandese, di ruolo centrocampista e difensore. Negli USA era noto con il cognome Glanz.

## Biografia
Nato a Berlino da una olandese e da un tedesco di cognome Glanz, quando la madre si risposò adottò il cognome del patrigno.  
Da alcune fonti risulta nato il 12 dicembre. Il 10 agosto del 1948, a Berlino, nasce Lawrence, fratellastro di Werner. Ad Amsterdam nacquero in seguito altri due fratellastri di Werner, uno dei quali morì a 6 anni.
Werner prende il cognome dal padrino ma non acquisisce la nazionalità tedesca. Poco dopo la famiglia va a vivere ad Amsterdam, nei Paesi Bassi. Qui trascorre la sua infanzia, giocando a calcio con i suoi coetanei. Gioca per la BBA di Amsterdam e con il Blauw-Wit prima che il padrino gli proponga di fare un provino all'Ajax.

## Carriera
Durante la sua carriera Schaaphok ha giocato per l'Ajax, per il Blauw-Wit, per l'AGOVV di Apeldoorn e per la società statunitense del Chicago Mustangs.

### Club
Nativo della Germania, ma di nazionalità olandese, Schaaphok militò nell'Ajax dal 1959 al 1965, vincendo con i Lancieri l'Eredivisie 1959-1960, la KNVB beker 1960-1961 e la prima Coppa Piano Karl Rappan nel 1962.
Gioca in tutte le giovanili dell'Ajax esordendo in prima squadra nella stagione 1958-1959: l'esordio avviene all'età di 17 anni e 132 giorni, il 3 maggio del 1959 contro l'Utrecht (2-0). Werner diviene il secondo giocatore straniero nella storia dell'Ajax, dopo lo jugoslavo Božo Broketa.
La sua unica marcatura con la maglia dei Lancieri è datata 6 ottobre 1963, nella sfida contro l'Heracles Almelo. Nel dicembre della stagione 1965-1966 si trasferisce al Blau-Wit.
Nella stagione seguente passa all'AGOVV. Nel 1967 viene ingaggiato dai Chicago Mustangs al termine della stagione USA per disputare alcuni incontri amichevoli  venendo confermato per la stagione seguente, prima edizione della North American Soccer League. Il suo trasferimento è pagato circa 22500 dollari. Vestendo la casacca col numero nove, Werner ha giocato 29 incontri siglando 2 reti. Negli Stati Uniti non gioca con il cognome Schaaphok, ma con il cognome tedesco, Glanz. La società di Chicago conclude il torneo Lakes Division in seconda posizione nel proprio gruppo, non accedendo di fatto ai play-off.
Dopo aver vissuto per due anni negli Stati Uniti, Werner decise di tornare nei Paesi Bassi. Il calciatore tentò di accordarsi con la società Door Wilskracht Sterk, ad Amsterdam, ma l'accordo non si concretizzò.
Giocò anche a livello amatoriale per la società De Spartan, ma nel 1969 venne squalificato dalla FIFA per violazione del contratto con la società statunitense dei Chicago Mustangs.

## Palmarès

### Club

#### Competizioni nazionali
- Campionato olandese: 1

Ajax: 1959-1960
- Coppa dei Paesi Bassi: 1

Ajax: 1960-1961

#### Competizioni internazionali
- Coppa Piano Karl Rappan: 1

Ajax: 1961-1962